# Рейвік (Кентуккі)
Рейвік (англ. Raywick) — місто (англ. city) в США, в окрузі Меріон штату Кентуккі. Населення — 155 осіб (2020).

## Географія
Рейвік розташований за координатами 37°33′44″ пн. ш. 85°26′10″ зх. д. / 37.56222° пн. ш. 85.43611° зх. д. (37.562303, -85.435994).  За даними Бюро перепису населення США в 2010 році місто мало площу 2,37 км², з яких 2,32 км² — суходіл та 0,05 км² — водойми.

## Демографія
Згідно з переписом 2010 року, у місті мешкали 134 особи в 59 домогосподарствах у складі 36 родин. Густота населення становила 57 осіб/км².  Було 70 помешкань (30/км²).
Расовий склад населення:
| - 100,0 % — білих |

До двох чи більше рас належало 0,0 %. Частка іспаномовних становила 0,0 % від усіх жителів.
За віковим діапазоном населення розподілялося таким чином: 17,9 % — особи молодші 18 років, 66,4 % — особи у віці 18—64 років, 15,7 % — особи у віці 65 років та старші. Медіана віку мешканця становила 47,0 року. На 100 осіб жіночої статі у місті припадало 112,7 чоловіків;  на 100 жінок у віці від 18 років та старших — 103,7 чоловіків також старших 18 років.
Середній дохід на одне домашнє господарство  становив 43 202 долари США (медіана — 31 563), а середній дохід на одну сім'ю — 55 881 долар (медіана — 56 250). Медіана доходів становила 40 938 доларів для чоловіків та 31 250 доларів для жінок. За межею бідності перебувало 26,3 % осіб, у тому числі 39,1 % дітей у віці до 18 років та 0,0 % осіб у віці 65 років та старших.
Цивільне працевлаштоване населення становило 61 осіб. Основні галузі зайнятості: виробництво — 31,1 %, будівництво — 16,4 %, освіта, охорона здоров'я та соціальна допомога — 9,8 %, оптова торгівля — 6,6 %.